# Pere Joan Pons Sampietro
Pere Joan Pons Sampietro (Palma, 24 de juliol de 1970) és un polític mallorquí del PSIB-PSOE, diputat al Congrés dels Diputats en la XII legislatura
Llicenciat en dret per la Universitat de Barcelona i en ciències de la informació per la Universitat Autònoma de Barcelona, ha fet classes a la Universitat de les Illes Balears. Fill de Damià Ferrà-Ponç i militant del PSIB, ha estat director de la Fundació Gabriel Alomar i Secretari d'Idees, Programes i Formació de l'Executiva del partit. Ha estat director de presidència del Consell de Mallorca, cap de gabinet de la presidenta Francina Armengol, candidat número 20 del PSOE a les eleccions europees del 2014 i elegit diputat per les Illes Balears com a cap de llista pel PSIB a les eleccions generals espanyoles de 2016.